# João III do Palatinado
João III do Palatinado (7 de maio de 1488 em Heidelberg – 3 de fevereiro de 1538) foi o 48º Administrador Diocesano de Regensburg. Governou de 1507 até sua morte.

## Antecedentes
João III do Palatinado era membro da Casa de Wittelsbach. Seu pai era o Eleitor Palatino Filipe; sua mãe era Margarida da Baviera. Entre seus irmãos estavam Jorge, que foi Bispo de Speyer, e Henrique, que foi bispo de Utrecht, Freising e Worms.

## Governo
Como filho mais novo, João III foi destinado desde jovem para uma carreira eclesiástica. No entanto, recebeu pouca educação em assuntos religiosos. Provou ser um administrador capaz, mas nunca tomou votos religiosos, então tecnicamente ele era administrador diocesano em vez de arcebispo.
Houve tumultos em Regensburg entre 1511 e 1513. Estes foram desencadeados pela morte de Sigmund von Rohrbach. Ele havia sido capitão imperial; este cargo era cada vez mais usado como um favor para os favoritos do imperador. Isso significava que os capitães imperiais frequentemente estavam ausentes, e as decisões que tinham que tomar eram adiadas. O Imperador Maximiliano I concedeu o cargo ao cavaleiro Thomas Fuchs von Schneeburg. Os tumultos levaram à criação de um conselho formado pelos principais cidadãos da cidade. Este conselho anunciou que investigaria o problema. No entanto, alguns membros pretendiam vingar-se dos nomeados do imperador. Após a mediação de João III, foi instalado um Conselho Municipal mais conservador, que conseguiu deter a revolução. Uma comissão imperial então puniu os líderes da agitação.
João III apoiou a agitação contra os judeus em Regensburg, que era popular entre as classes médias. Houve sermões antijudaicos e o tribunal de justiça do bispo começou a interpretar casos judiciais sobre empréstimos não pagos como disputas religiosas entre cristãos e judeus. Os judeus enviaram cartas de reclamação ao Imperador Maximiliano I, que repreendeu João III. Após a morte de Maximiliano I em 1519, a cidade se voltou contra os judeus. Sua sinagoga foi demolida e eles foram forçados a deixar a cidade. Uma igreja, dedicada a Maria, foi construída no local onde a sinagoga havia ficado. Balthasar Hubmaier era um pregador nesta igreja. Peregrinos começaram a visitar esta igreja, e João III passou a administrar a considerável receita que os peregrinos traziam.
Enquanto a cidade e o clero concordavam com a perseguição aos judeus, discordavam em outros assuntos. Em particular, João III reivindicava todos os impostos pagos pelo clero, e desafiava a cidade e os príncipes soberanos em sua diocese, que também reivindicavam essas receitas. Entre os eventos mais importantes durante a Reforma Protestante estava a conversão de Balthasar Hubmaier ao anabatismo. Hubmaier seria posteriormente torturado e queimado na fogueira em Viena. A diocese perdeu o decanato de Wunsiedel quando o governante local, o Margrave Jorge, o Piedoso, envolveu-se em uma visitação eclesiástica. Ele convocou o clero em seu território e os julgou por sua lealdade a ele mesmo e sua atitude em relação à fé luterana, da qual era um defensor inicial. Ele aprisionou o clero de que não gostava e os privou de sua renda. O destino do Deão Melchior von Sparneck é um exemplo típico do que poderia acontecer a um sacerdote nestes tempos turbulentos.
Três anos antes de sua morte, João III negociou com seus irmãos Luís V e Frederico II e com o capítulo da catedral. Ele queria se aposentar e desejava separar vários distritos do bispado para lhe proporcionarem uma renda durante sua aposentadoria, e queria que o capítulo elegesse um de seus parentes menores de idade como seu sucessor. O capítulo recusou, pois temiam que as terras que ele separaria do bispado fossem herdadas pelo Eleitor Palatino após sua morte.
João III morreu em 3 de fevereiro de 1538. Após sua morte, deixou uma dívida de 30 000 florins.